# Lepidoblepharis montecanoensis
Lepidoblepharis montecanoensis — вид геконоподібних ящірок родини Sphaerodactylidae. Ендемік Венесуели.

## Поширення і екологія
Lepidoblepharis montecanoensis відомі з типової місцевості, розташованої в заповіднику Монтекано на півострові Парагуана у венесуельському штаті Фалькон. Вони живуть в сухих тропічних лісах та в сухих, колючих чагарникових заростях, поблизу струмків. Зустрічаються на висоті від 100 до 240 м над рівнем моря.